# Jacob Audorf

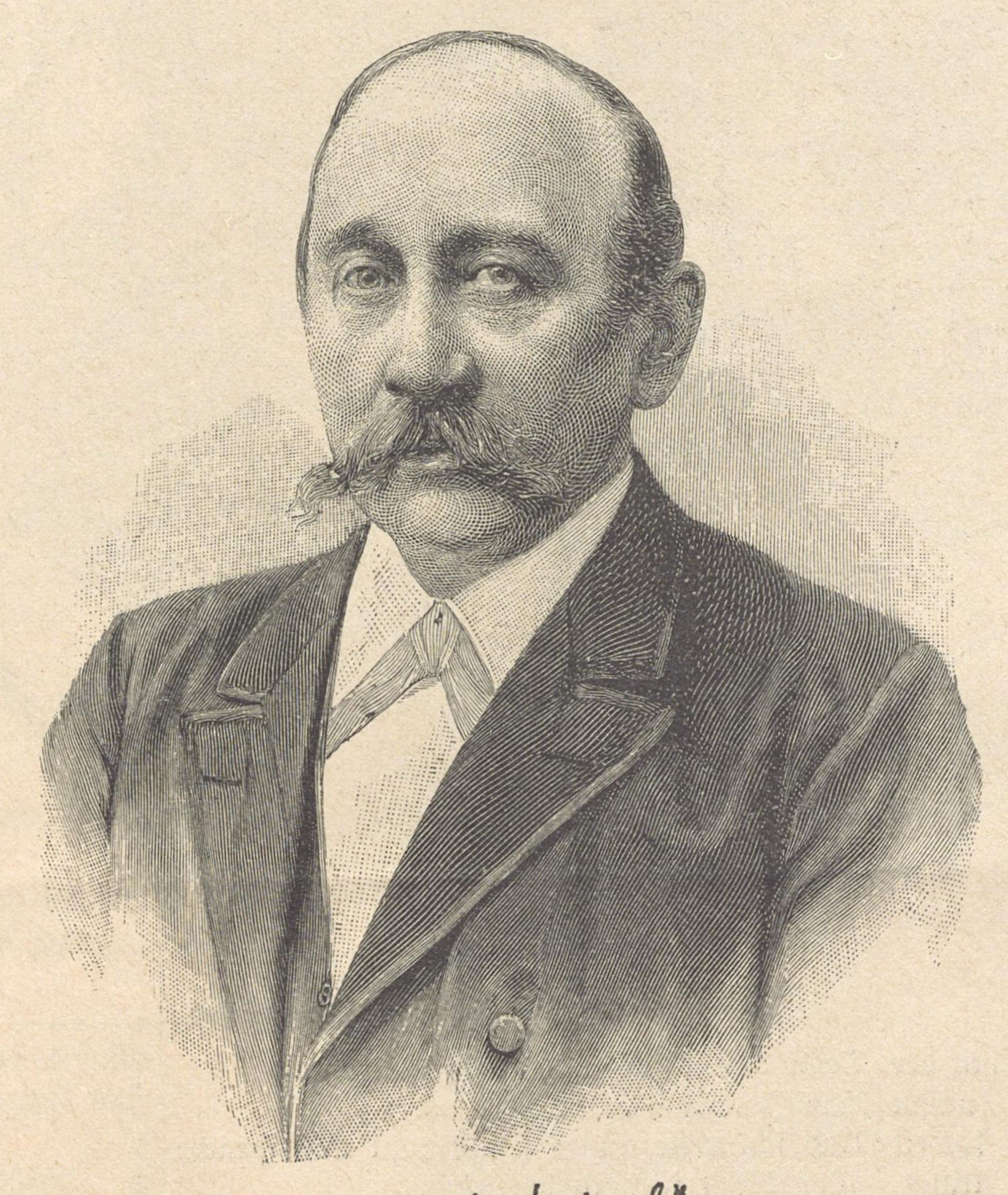
Jakob Audorf (Holzstich von 1898)

Jacob Audorf (* 1. August 1835 in Hamburg; † 20. Juni 1898 ebenda) war ein deutscher Dichter, Redakteur und Aktivist der Arbeiterbewegung.

## Leben
Als Sohn des Haartuchwebers Jakob Audorf besuchte er die Armenschule. Anschließend erlernte er von 1852 bis 1857 das Schlosser- und Mechanikerhandwerk. Unter dem sozialistischen Einfluss des Vaters trat er schon als Lehrling dem Hamburger Arbeiterbildungsverein bei. Von 1857 bis 1862 ging er auf die Walz durch Deutschland, die Schweiz, Frankreich und England.
In der Schweiz wirkte Audorf von 1858 bis 1859 als Präsident des Allgemeinen Deutschen Arbeiterbildungsvereins (ADAV) in Winterthur. In Paris war er 1861 Mitglied des Deutschen Arbeitervereins. Im November 1862 kehrte er nach Hamburg zurück, wo er die Bildung des ADAV unterstützte. Am 28. März 1863 billigte eine Arbeiterversammlung in Hamburg Ferdinand Lassalles Offenes Antwortschreiben.
In ihrem Namen sandte Audorf gemeinsam mit August Perl eine Erklärung an das Organ der Arbeiterbildungsvereine, die Allgemeine deutsche Arbeiter-Zeitung (Coburg). Darin betonten sie die gemeinsamen Ziele der Arbeiter. Audorf nahm am Gründungskongress des ADAV in Leipzig 1863 teil. Er wurde in den Vorstand gewählt, dem er bis 1868 angehörte. Er wurde zum Bevollmächtigten des ADAV in Hamburg ernannt und war Teilnehmer bei den Generalversammlungen des ADAV 1864, 1866 und 1867.
Er gehörte zu den Funktionären des ADAV, die sich trotz der Beeinflussung durch die Lassalleschen Ideen für eine klare Politik der Arbeiterschaft einsetzte. Audorf trat besonders in dieser Zeit als politischer Dichter der Arbeiterbewegung hervor und wirkte damit agitatorisch für den ADAV. Die 1864 entstandene Arbeiter-Marseillaise (Wohlan, wer Recht und Wahrheit achtet) war bis Ende des 19. Jahrhunderts das verbreitetste Arbeiterlied.
Von 1868 bis 1875 hielt sich Audorf beruflich in Russland auf. Nach dem Gothaer Vereinigungskongress 1875 kehrte er auf Einladung der Hamburger Parteimitglieder zurück und arbeitete von 1875 bis 1877 als Redaktionsmitglied neben Wilhelm Blos beim Hamburger-Altonaer Volksblatt. Als er nach einem zweiten Aufenthalt in Russland 1881 nach Deutschland zurückkam, wurde er sofort aufgrund des Sozialistengesetzes ausgewiesen.
Bis 1887 weilte er abermals in Russland. Von April 1888 bis zu seinem Tode war er Redakteur beim Hamburger Echo, für das er regelmäßig humoristische und satirische Wochenendplaudereien schrieb. In Gedichten polemisierte er u. a. gegen den Militarismus und lud zur Maifeier ein.
Am 5. September 1960 wurde der Audorfring im Stadtteil Hamburg-Horn nach ihm benannt.
Im Jahr 1992 wurde in Wien-Floridsdorf (21. Bezirk) die Audorfgasse nach ihm benannt.

## Schriften
- Arbeiter-Marseillaise, Zürich 1890
- Gedichte. Stuttgart: Dietz 1893
- Arbeiter-Bundeslied: für vierstimmigen Männerchor mit Solo-Quartett. Komposition Heinrich Riva. Dresden: Günther 1893
- Vergissmeinnicht. Komposition Heinrich Riva. Dresden: Günther 1893
- Der Sieg ist unser: für vierstimmigen Männerchor mit Orchester- oder Pianoforte-Begleitung.  Komposition Heinrich Riva. Dresden: Günther 1893